# Köröskisújfalu
Köröskisújfalu (Husasău de Criș), település Romániában, a Partiumban, Bihar megyében.

## Fekvése
Nagyváradtól északkeletre, Fugyi, Köröskisjenő és Hegyközújlak közt fekvő település.

## Története
Köröskisújfalu nevét már 1226-ban említette oklevél Huzzeuozo néven mint Jenő határjárásában levő [lakatlan] helyet,
ahol utóbb Újfalu tőnt fel, melyet románul ma is Hosszúaszónak neveznek.
1463-ban Wyfalw, 1466-ban pr. Hozywazo, 1692-ben Olah-Vifalu, 1808-ban Újfalu (Kis-) h., Huszuszen val., 1913-ban Köröskisújfalu néven írták.
A település a nagyváradi latin szertartású káptalan birtoka volt, mely itt a 20. század elején is birtokos volt.
1851-ben Fényes Elek írta a településről:
Kis-Ujfalu, Bihar vármegyében, a gróf Csákyak siteri uradalmában, hegyes-völgyes, sovány
határral, 138 óhitü lakossal.
1910-ben 738 lakosából 42 magyar, 689 román volt. Ebből 13 római katolikus, 21 református, 687 görögkeleti ortodox volt.
A trianoni békeszerződés előtt Bihar vármegye Központi járásához tartozott.

## Hivatkozások

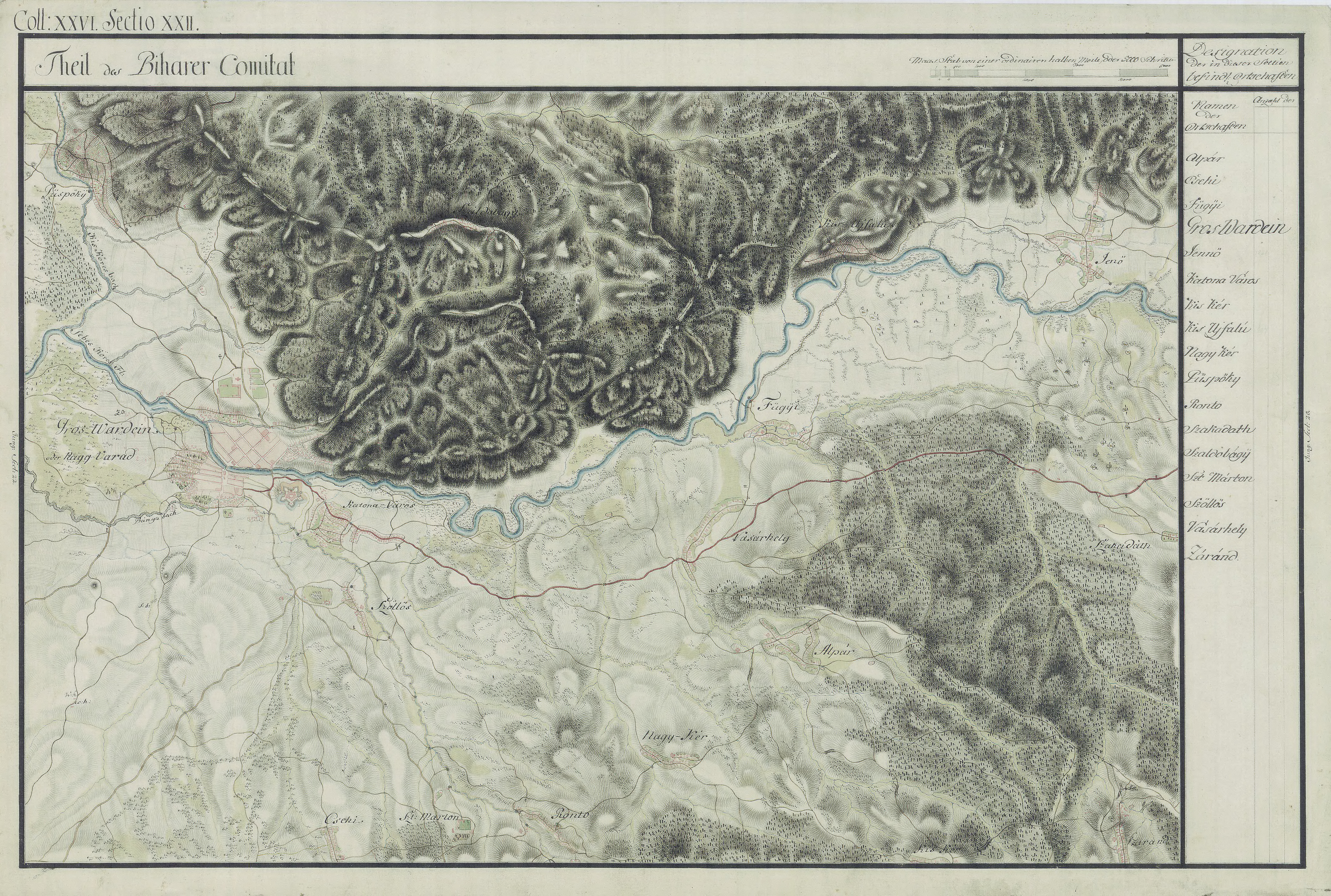
Köröskisújfalu egy régi térképen

## Nevezetességek
- Görög keleti ortodox temploma